# Neuman család
A végvári báró Neuman család az egyike a XX. század elején nemességet szerzett magyar családoknak.

## Története
A család korábbi története ismeretlen. Elsőként Neuman Adolf két fia, Adolf és Dániel aradi gyárosok kaptak nemességet 1903. március 14-én. Ugyanezen testvérek apjukkal együtt 1913 októberében bárói címet is kaptak Ferenc Józseftől. A családtagok közül még kiemelendő ifj. Adolf dédunokája, a New Yorkban született Andrew, aki a The Bank of New York alelnöke volt.

## Címere
Kempelen Béla ezt írja:
Czímer: vágott paizs; lenn kék mezőben zöld földön pelikán fiait vérével eteti; lenn ezüst mezőben fekete fogaskerék, küllői között felnyuló két kalász; sisakdisz: növekvő ezüst oroszlán három buzakalászt tart; takarók: fekete-ezüst, kék-ezüst.

## Több információ
A Neuman család szerepe Arad közéletében. A Neuman család rövid története. Megjelent az “Aradi sikertörténetek” c. kötetben. Írta Puskel Péter.